# 2010년 동태평양 허리케인
2010년 동태평양 허리케인은 동태평양과 북중태평양에서 2010년에 발생한 허리케인들의 활동에 대해 기록한 문서이다. 동태평양 허리케인은 주로 5월 15일부터 11월 30일 사이에 발생한다. 2010년 5월 29일 제1호 열대폭풍 아가타가 발생하였고, 2010년 동안 12개의 열대저기압, 7개의 열대폭풍, 3개의 허리케인, 2개의 메이저 허리케인이 발생하였다.

## 활동한 허리케인

### 동태평양(NHC)

#### 제1호 열대폭풍 아가타
5월 27일, 중앙아메리카 서쪽 해안에서 열대 요란이 발생하였다. 이 날 열대저기압발생예보(Tropical Cyclone Formation Alert)가 내려졌고, 5월 29일 오전 5시(미국 서부 시간)에 제1호 열대저기압으로 발달하였다. 몇 시간 후 열대폭풍으로 발달하였고, "아가타"라는 이름이 지정되었다. 그러나 조금밖에 발달되지 않고 과테말라와 멕시코의 국경 근처에서 상륙하였다. 점점 약화되기 시작하였고, 29일 저녁 열대저기압으로 약화되었다. 높은 산들의 영향으로 30일 새벽에 소멸하였다. 많은 비로 인해 과테말라에서 287명, 엘살바도르에서 11명, 온두라스에서 18명, 니카라과에서 1명이 사망하였다. 지금까지 발생한 동태평양 허리케인 중 6번째로 인명피해가 가장 컸다.

#### 제2호 열대저기압
6월 13일, 서쪽으로 이동하던 열대 파동에서 저기압이 발생하여 느린 발달이 예상되었고, 6월 15일이 되자 점차 발달하였다. 그 때 열대저기압발생예보가 내려졌고, 6월 16일 제2호 열대저기압으로 발생하였다." 이 때, 미국 국립 허리케인 센터에서는 이 열대저기압이 열대폭풍으로 발달할 것으로 예상했으나, "윈드 시어"가 강해지면서 점차 약화되어 6월 17일 열대폭풍으로 발달하지 못하고 소멸하였다.
이 열대저기압은 멕시코와 가까워서 활동중에는 열대폭풍 주의보/경보가 내려졌다. 이것은 열대저기압이 소멸한 이후 취소되었다. 멕시코에 큰 피해는 없었다.

#### 제3호 열대폭풍 블라스
6월 17일, 동태평양에 위치했던 한 저기압이 급격히 발달하여 제3호 열대저기압으로 발달하였다. 1시간 후 열대폭풍으로 발달하여 미국 국립 허리케인 센터에서는 이 열대폭풍에 "블라스(Blas)"라는 이름을 지정하였다. 6월 19일 최대풍속인 풍속 65마일을 기록한 후 점차 약화되어 6월 20일 열대저기압으로 약화되었고, 6월 21일 저기압으로 약화되어 소멸하였다. 블라스에 의한 피해는 거의 없었다.

#### 제4호 메이저 허리케인 셀리아
6월 17일 저기압이 발생하였고, 발생확률이 점점 높아졌다. 저기압은 계속 발달하여 6월 19일 제4호 열대저기압으로 발달하였다. 잠시 후 열대폭풍으로 발달하였고, "셀리아(Celia)"라는 이름이 지정되었다. 열대폭풍 셀리아는 급격히 발달하여 6월 20일 허리케인으로 발달하였고, 6월 21일 2등급 허리케인으로 발달하였다. 잠시 1등급 허리케인으로 약화되었고 다시 발달하였으며, 6월 23일에 2010년 첫 메이저 허리케인으로 발달하였다. 그 날 다시 약화되었으나, 다시 발달하여 4등급 허리케인으로 발달하였다. 6월 24일, 허리케인 셀리아는 급격히 발달하기 시작했고, 5등급 허리케인으로 발달하였다. 동태평양에서 6월에 5등급 허리케인이 발생한 것은 역사상 두 번째이다. 이 때 최성기를 맞이하였다. 6월 25일 약화되기 시작되었고, 6월 27일 셀리아는 열대폭풍으로 급격히 약화되었다. 그 날이 끝나기 전 겨우 열대폭풍이었다. 이 강도를 어느 정도 유지했지만, 6월 28일 열대저기압으로 약화되었고, 그 이후 저기압으로 소멸하였다.

#### 제5호 메이저 허리케인 다비
6월 21일, 멕시코 연안에 위치한 저기압이 발달하기 시작했다. 6월 22일 저녁, 이 저기압은 제5호 열대저기압으로 지정되었다. 다음날 아침, 열대폭풍으로 발달하였고, 미국 국립 허리케인 센터에서는 이 열대폭풍에 "다비(Darby)"라는 이름을 지정하였다. 열대폭풍 다비는 계속 발달하였고, 6월 24일 허리케인으로 발달하였다. 점차 발달하면서 6월 25일 메이저 허리케인으로 발달하였다. 그러나 맥시코 만쪽에서 다가오는 열대폭풍 앨릭스와의 후지와라 효과가 발생하는 등 주변 환경이 발달에 좋지 않은 영향을 끼쳐 최성기를 맞이한 후 약화되기 시작했다. 26일에 1등급 허리케인으로, 27일 약한 열대폭풍으로 약화되었다. 잠시 후, 다비는 열대저기압으로 약화되었고, 28일 저기압으로 약화되어 소멸하였다. 약화된 저기압은 멕시코만쪽의 규모가 큰 열대폭풍 앨릭스와 합쳐졌다.

#### 제6호 열대저기압
7월 11일, 중앙아메리카 남서쪽에서 저기압이 발생하였다. 점차 발달하던 이 저기압은 7월 14일 제6호 열대저기압으로 지정되었다. 이후 이동속도가 느려지고 방향을 북쪽으로 틀었다. 그러나 더 발달하지 않고 7월 16일 소멸하였다. 비록 육지에서 많이 떨어져 있었지만, 멕시코 서부에 많은 비를 내리게 하는 등 영향을 주었다.

#### 제7호 열대폭풍 에스텔
7월 22일에 발생한 열대 파동이 13일 후인 8월 4일, 열대 요란으로 발달하였다. 그리고 8월 6일 아카풀코에서 남서쪽으로 약 222km 떨어진 곳에서 열대저기압이 발생하였고, 같은 날 열대폭풍 "에스텔(Estelle)"로 발달하였다. 8월 8일, 열대폭풍 에스텔은 약화되기 시작하였고, 8월 9일 열대저기압으로 약화되었다. 8월 10일 저기압으로 약화되어 소멸하였다.

#### 제8호 열대저기압
8월 3일, 열대 파동이 대서양에 진출하여 서진하였다. 8월 15일, 중앙아메리카를 관통하여 동태평양에 진출하였다. 처음에는 열대 저기압으로 발달하지 않을 것으로 예상되었으나, 8월 20일 저기압이 동반되어 급격히 제8호 열대저기압으로 발달하였다. 그러나 다음날 낮은 수온의 영향으로 다시 저기압으로 약화되었다. 이 저기압은 동태평양에서 8월 23일 완전히 소멸하였다.

### 중태평양(CPHC)

#### 제1호 열대폭풍 오메카
12월 18일 북서태평양에서 발생한 아열대폭풍(JMA에서는 열대저기압으로 지정하였음)이 날짜변경선을 넘어 중태평양에 이르렀다. 점차 열대폭풍의 성질을 띄게 되어 12월 20일 중태평양 제1호 열대폭풍이 발생하였다. 이는 중태평양에서 가장 늦은 첫 열대폭풍 발생일이며, 1997년 태풍 "파카(Paka)" 이후 처음으로 12월에 발생한 열대폭풍이다. 그러나 다음날인 12월 21일에 소멸하였다.

## 같이 보기
- 2010년 태풍
- 2010년 북대서양 허리케인